# Ametris nitocritaria
Ametris nitocritaria là một loài bướm đêm trong họ Geometridae.